# Гетерохрония

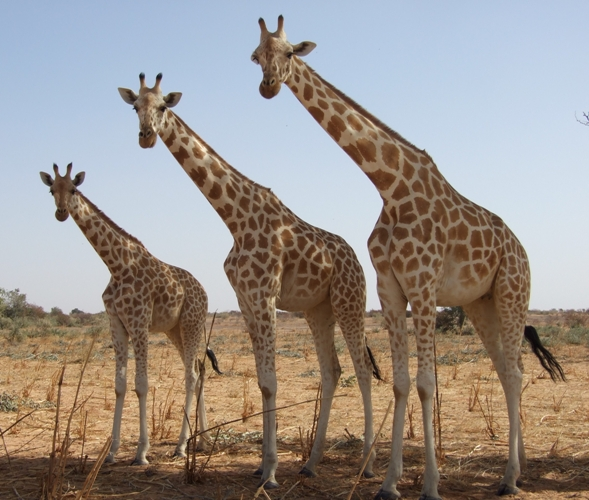
Жирафы приобрели свою длинную шею в результате гетерохронии, увеличивая период развития роста семи шейных позвонков в эмбрионе, чтобы увеличить длину костей, а не за счет добавления костей.

Гетерохрония (от др.-греч. ἕτερος — различный, и др.-греч. χρόνος — время) — любое генетически контролируемое различие во времени или продолжительности процесса развития в организме по сравнению с его предками или другими организмами.
Это приводит к изменению размера, формы, характеристик и даже наличия определенных органов и особенностей.
Это контрастирует с гетеротопией, изменением пространственного положения некоторых процессов в эмбрионе, которое также может создавать морфологические новшества.
Гетерохронию можно разделить на внутривидовую гетерохронию, изменчивость внутри вида, и межвидовую гетерохронию, филогенетическую изменчивость, то есть изменение вида-потомка по отношению к предковому виду.
Все эти изменения влияют на начало, конец, скорость или продолжительность определенного процесса развития. Понятие гетерохронии было введено Эрнстом Геккелем в 1875 году и дано в его современном понимании Гэвином Де Биром в 1930 году.

## История

Эрнст Геккель предположил, что эмбриональное развитие повторяет филогенез животного, и ввел гетерохронию как исключение для отдельных органов. Вместо этого современная биология соглашается с мнением Карла Эрнста фон Бэра о том, что само развитие изменяется, например, путем изменения времени различных процессов, чтобы вызвать ветвящуюся филогению.

Понятие гетерохронии было введено немецким зоологом Эрнстом Геккелем в 1875 году, где он использовал его для определения отклонений от теории рекапитуляции, которая считала, что «онтогенез повторяет филогенез». Как отметил Стивен Гулд, термин Геккеля теперь используется в смысле, противоположном его чеканке. Он предположил, что эмбриональное развитие (онтогенез) «высших» животных повторяет их наследственное развитие (филогенез). Это, по его мнению, неизбежно сжимало более ранние стадии развития, представляющие предков, в более короткое время, что означало ускоренное развитие. Идеальным для Геккеля было бы, когда развитие каждой части организма таким образом ускорялось, но он признал, что некоторые органы могут развиваться со смещениями в положении (гетеротопия, другая концепция, которую он создал) или во времени (гетерохрония), как исключения из его правила. Таким образом, он имел в виду, что этот термин означает изменение сроков эмбрионального развития одного органа по отношению к остальной части того же животного, тогда как в настоящее время он используется, следуя работе британского эволюционного эмбриолога Гэвина Де Бира в 1930 году для обозначения изменения в отношении развития того же органа у предков животного.
В 1928 году английский эмбриолог Уолтер Гарстанг показал, что личинки оболочников имеют общие структуры, такие как хорда, со взрослыми позвоночными, и предположил, что позвоночные произошли в результате педоморфоза (неотении) от такой личинки.
Де Бир предвосхитил эволюционную биологию развития в своей книге 1930 года Эмбрионы и предки, показав, что эволюция может происходить путем гетерохронии, например, в педоморфозе, сохранении ювенильных черт у взрослых. Де Бир утверждал, что это позволило осуществить быстрые эволюционные изменения, слишком короткие, чтобы их можно было зафиксировать в палеонтологической летописи, и, по сути, объясняет, почему очевидные пробелы были вероятными.

## Механизмы

Диаграмма шести типов сдвига в гетерохронии, изменение времени или скорости любого процесса в эмбриональном развитии. Предрасположенность, гиперморфоз и ускорение ; постперемещение, гипоморфоз и замедление. Их можно комбинировать, например, для смещения некоторых аспектов развития на более ранний период.

Гетерохронию можно разделить на внутривидовые и межвидовые типы.
Внутривидовая гетерохрония означает изменение скорости или сроков развития внутри вида. Например, некоторые особи вида саламандр Ambystoma talpoideum задерживают метаморфозу черепа. Рейли и др. утверждают, что мы можем определить эти вариативные особи как педотипические (с усечённым развитием относительно состояния предков), ператипические (с расширенным развитием относительно состояния предков) или изотипические (достигающие той же формы предков, но с помощью другого механизма).
Межвидовая гетерохрония означает различия в скорости или сроках развития вида-потомка относительно его предка. Это может привести к педомофозу (усечение предкового онтогенеза), к пераморфозу (выход за пределы предкового онтогенеза), либо к изоморфозу (достижение того же самого предкового состояния с помощью другого механизма).
Существует три основных механизма гетерохронии, каждый из которых может изменяться в любом из двух направлений, что дает шесть типов возмущений, которые можно комбинировать различными способами. В конечном итоге это приводит к расширенному, смещённому или усечённому развитию конкретного процесса, такого как действие одного гена-инструментария, по отношению к наследственному состоянию или к другим сородичам, в зависимости от того, является ли межвидовая или внутривидовая гетерохрония точкой фокуса. Определение того, какое из шести нарушений происходит, имеет решающее значение для определения фактического основного механизма, приводящего к пераморфозу или педоморфозу.

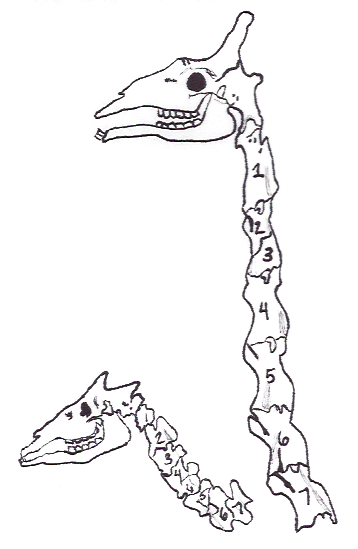
Несмотря на значительные различия в длине шеи, у жирафов (справа) шейных позвонков не больше, всего 7, чем у их собратьев-жирафов окапи (слева). При ограничении числа позвонков развитие их удлиняется, что позволяет им расти дольше.

- Начало (Onset): процесс развития может начаться раньше, до смещения, продлевая свое развитие, или позже, после смещения, сокращая его.
- Смещение (Offset): процесс может закончиться либо позже, гиперморфозом, продлевающим его развитие, либо раньше, гипоморфозом или прогенезом, сокращающим его.
- Скорость (Rate): скорость процесса может ускоряться, продлевая его развитие, или замедляться (как в неотении), сокращая его.

Наглядная иллюстрация того, как ускорение может изменить план тела, можно увидеть у змей. В то время как у типичного позвоночного животного, вроде мыши, всего около 60 позвонков, у змей их от 150 до 400, что даёт им чрезвычайно длинный позвоночник и обеспечивает их извилистое движение. Змеиные эмбрионы достигают этого за счет ускорения своей системы создания сомитов (сегментов тела), которая опирается на осциллятор. Осцилляторные часы у змей работают примерно в четыре раза быстрее, чем у мышиных эмбрионов, изначально создавая очень тонкие сомиты. Они расширяются, принимая типичную форму позвоночных, удлиняя тело.
Жирафы получают свои длинные шеи за счет другой гетерохронии, расширяющей развитие их шейных позвонков; они сохраняют обычное для млекопитающих число этих позвонков — семь. Это число, по-видимому, ограничено использованием шейных сомитов для формирования мышцы диафрагмы млекопитающих; в результате шейка эмбриона делится на три модуля, средний (от C3 до C5) обслуживает диафрагму. Предполагается, что нарушение этого процесса скорее убьет эмбрион, чем даст ему больше позвонков.

## Обнаружение
Гетерохрония может быть выявлена путем сравнения филогенетически близких видов, например группу разных видов птиц, ноги которых различаются по средней длине. Эти сравнения сложны, потому что не существует универсальных онтогенетических временных меток. Метод объединения событий пытается решить эту проблему, сравнивая относительное время двух событий одновременно. Этот метод обнаруживает гетерохронии событий, в отличие от аллометрических изменений. Он громоздок в использовании, потому что количество символов пары событий увеличивается пропорционально квадрату количества сравниваемых событий. Однако объединение событий можно автоматизировать, например, с помощью сценария PARSIMOV. Недавний метод, непрерывный анализ, основан на простой стандартизации онтогенетического времени или последовательностей, на экономии квадратов изменений и филогенетических независимых контрастах.

## Последствия

### Педоморфоз

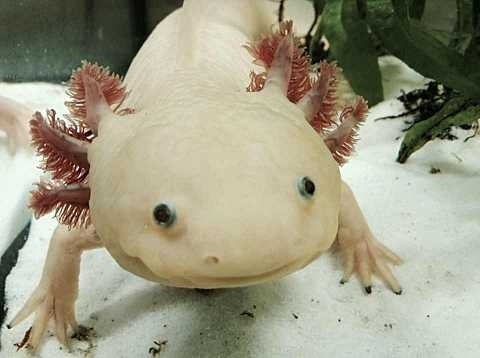
У аксолотлей во взрослом возрасте сохраняются жабры и плавники; это ювенильные признаки у большинства земноводных.

Педоморфоз может быть результатом неотении, сохранения ювенильных признаков во взрослой форме в результате замедления соматического развития, или прогенеза, ускорения процессов развития таким образом, что ювенильная форма становится половозрелой взрослой.
Неотения замедляет развитие организма во взрослом возрасте, и её называют «вечным детством». В этой форме гетерохронии расширяется сама стадия развития детства, и определенные процессы развития, которые обычно происходят только в детстве (например, ускоренный рост мозга у людей), также продлевается на протяжении всего этого периода. Неотения была вовлечена в качестве развивающейся причины для ряда изменений поведения, в результате повышения пластичности мозга и длительного детства.
Прогенез (или педогенез) можно наблюдать у аксолотля (Ambystoma mexicanum). Аксолотли достигают полной половой зрелости, сохраняя при этом плавники и жабры (другими словами, все еще в ювенильной форме своих предков). Они останутся в водной среде в этой усечённой форме развития, а не переместятся на сушу, как другие половозрелые виды саламандр. Считается, что это форма гипоморфоза (более раннее окончание развития), которая обусловлена как гормонально, так и генетически. Вся метаморфоза, которая позволила бы саламандре перейти во взрослую форму, по существу блокируется обоими этими факторами.
Педоморфоз может играть решающую роль в эволюции черепа птиц. Черепа и клювы живых взрослых птиц сохраняют анатомию юных динозавров-теропод, от которых они произошли. У современных птиц большие глаза и мозг по сравнению с остальной частью черепа; состояние, наблюдаемое у взрослых птиц, которое представляет (в широком смысле) ювенильную стадию динозавра. У ювенильного птичьего предка (типичного для Coelophysis) было бы короткое лицо, большие глаза, тонкое нёбо, узкая скуловая кость, высокие и тонкие заднеглазничные кости, ограниченные приводящие мышцы и короткая выпуклая черепная коробка. По мере того как организм, подобный этому, старел, они сильно изменяли свою черепную морфологию, чтобы развить крепкий череп с более крупными, перекрывающимися костями. Однако птицы сохраняют эту ювенильную морфологию. Данные молекулярных экспериментов предполагают, что как фактор роста фибробластов 8 (FGF8), так и члены сигнального пути WNT способствуют педоморфозу у птиц. Эти сигнальные пути, как известно, играют роль в формировании лицевых паттернов у других видов позвоночных. Это сохранение ювенильного предкового состояния привело к другим изменениям в анатомии, в результате которых получился легкий, высококинетический (подвижный) череп, состоящий из множества маленьких, неперекрывающихся костей. Считается, что это способствовало развитию черепного кинезиса у птиц, который сыграл решающую роль в их экологическом успехе.

### Пераморфоз

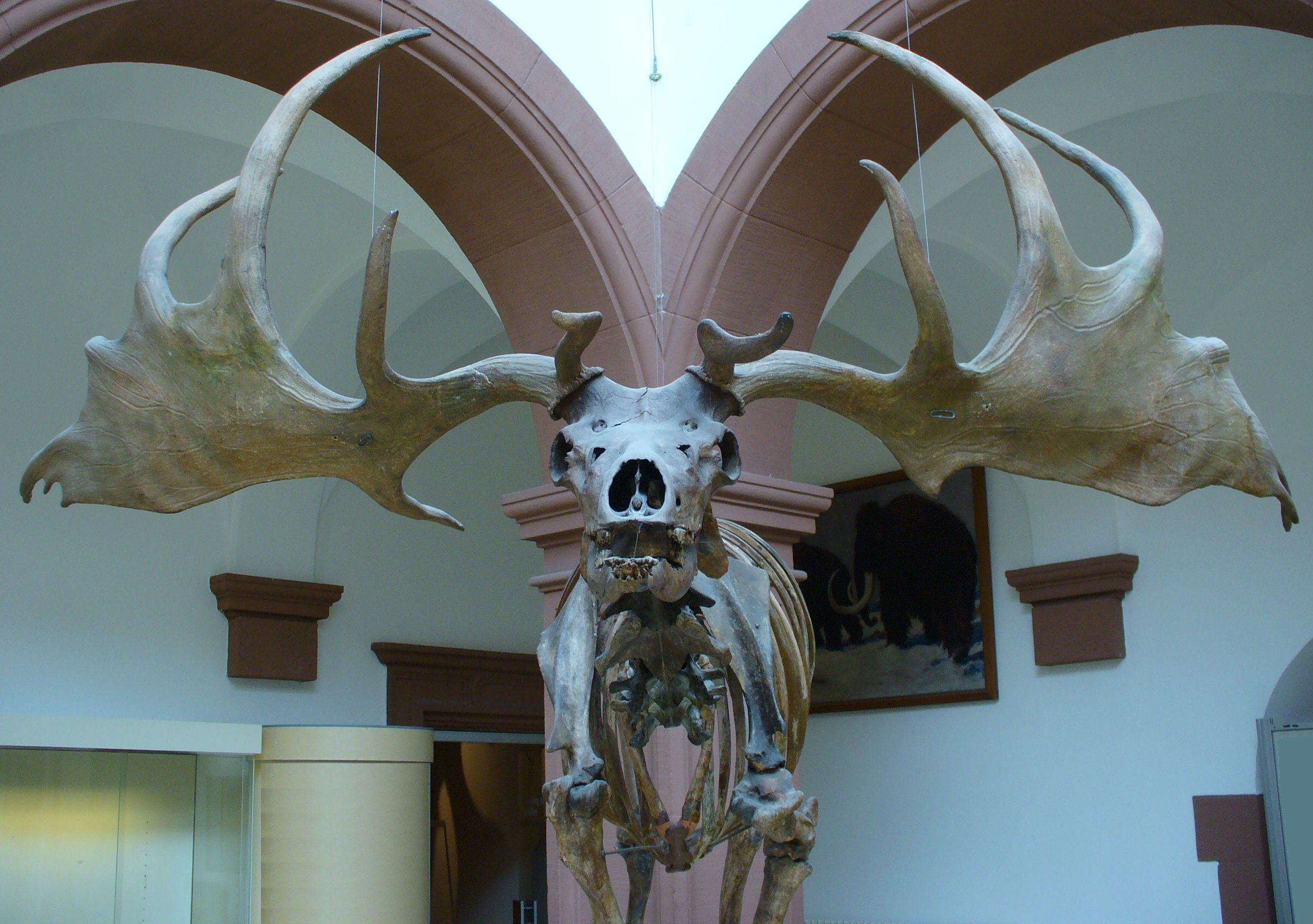
Скелет ирландского лося с рогами размером 2,7 метра (8,9 футов) и массой 40 кг (88 фунтов)

Пераморфоз — это отсроченное созревание с продолжительными периодами роста. Примером может служить вымерший ирландский лось (Megaloceros giganteus). Судя по ископаемым останкам, его рога достигали 12 футов в ширину, что примерно на треть больше, чем рога его близкого родственника лося. У ирландских лосей рога были крупнее из-за длительного развития в период их роста.
Другой пример пераморфоза наблюдается у изолированных (островных) грызунов. Их характеристики включают гигантизм, более широкие щеки и зубы, уменьшенный размер помёта и большую продолжительность жизни. Их родственники, обитающие в континентальных условиях, гораздо меньше. Островные грызуны развили эти особенности, чтобы приспособиться к изобилию пищи и ресурсов, имеющихся на их островах. Эти факторы являются частью сложного явления, называемого синдромом острова. При меньшей степени хищничества и конкуренции за ресурсы отбор благоприятствовал чрезмерному развитию этих видов. Уменьшенный размер помёта способствует чрезмерному развитию их тел в более крупные.

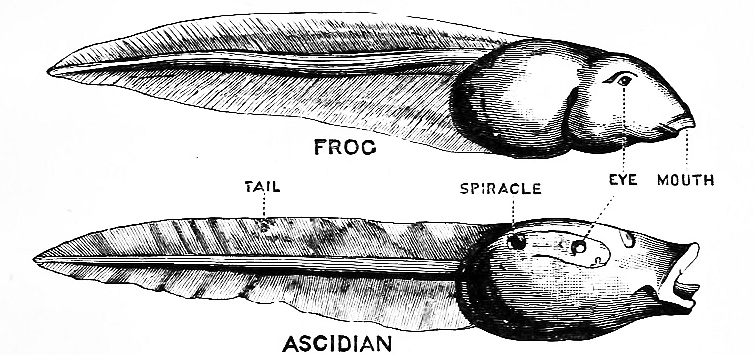
В 1901 году было проведено сравнение головастика лягушки (позвоночного) и личинки оболочника; в 1928 году Уолтер Гарстанг предположил, что позвоночные произошли от такой личинки путем неотении.

Амбистома, близкий родственник аксолотля, проявляет признаки как педоморфоза, так и пераморфоза. Личинка может развиваться в любом направлении. Плотность популяции, пища и количество воды могут оказывать влияние на проявление гетерохронии. Исследование, проведенное на амбистоме в 1987 году, показало, что более высокий процент особей становился педоморфным, когда существовала низкая плотность личиночной популяции при постоянном уровне воды, в отличие от высокой плотности личиночной популяции в высыхающей воде. Это привело к появлению гипотезы о том, что выборочное давление, оказываемое окружающей средой, такое как хищничество и потеря ресурсов, сыграло важную роль в возникновении этих тенденций. Эти идеи были подтверждены другими исследованиями, такими как пераморфоз у пуэрто-риканской древесной лягушки. Другой причиной может быть время поколения или продолжительность жизни рассматриваемого вида. Когда у вида относительно короткая продолжительность жизни, естественный отбор благоприятствует развитию педоморфоза (например, аксолотль: 7-10 лет). И наоборот, при длительной продолжительности жизни естественный отбор способствует развитию пераморфоза (например, ирландский лось: 20-22 года).

### В животном мире
Гетерохрония отвечает за широкий спектр эффектов, таких как удлинение пальцев за счет добавления дополнительных фаланг у дельфинов для формирования их ласт, половой диморфизм, неотеническое происхождение позвоночных от личинки оболочников, и полиморфизм между кастами насекомых.

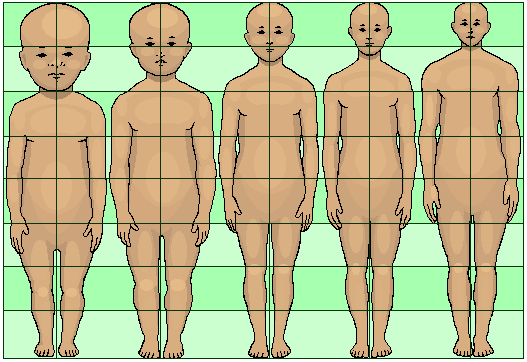
Неотения в развитии человека

### В человеческом организме
У человека было описано несколько гетерохроний по отношению к шимпанзе. У зародышей шимпанзе рост мозга и головы начинается примерно на той же стадии развития и растет со скоростью, сходной с темпами роста человека, но рост прекращается вскоре после рождения, тогда как у людей рост мозга и головы продолжается через несколько лет после рождения. Этот конкретный тип гетерохронии, гиперморфоза, включает задержку смещения процесса развития или, что то же самое, наличие раннего процесса развития на более поздних стадиях развития. По сравнению с шимпанзе, люди имеют около 30 различных неотений, сохраняя более крупные головы, меньшие челюсти и носы и более короткие конечности, характерные для молодых шимпанзе.

## Связанные понятия
Термин «гетерокайри» был предложен в 2003 году Джоном Спайсером и Уорреном Бурггреном, чтобы различать пластичность во времени начала событий развития на уровне индивида или популяции.